# Spondylus varius
Spondylus varius là một loài động vật thân mềm hai mảnh vỏ sống ở biển, nằm trong họ Spondylidae. Cơ thể chúng dài tối đa 15–20 cm. Chúng sống ở độ sâu 30 m, và như đa số các loài hai mảnh vỏ, chúng là loài kiếm ăn bằng cách lọc nước để bắt sinh vật phù du. S. varius có ở Ấn Độ Dương, Thái Bình Dương và ngoài bờ biển Úc, Trung Quốc, Philippines, Nhật Bản và Đài Loan.